# Чугунолитейный и механический завод Сан-Галли

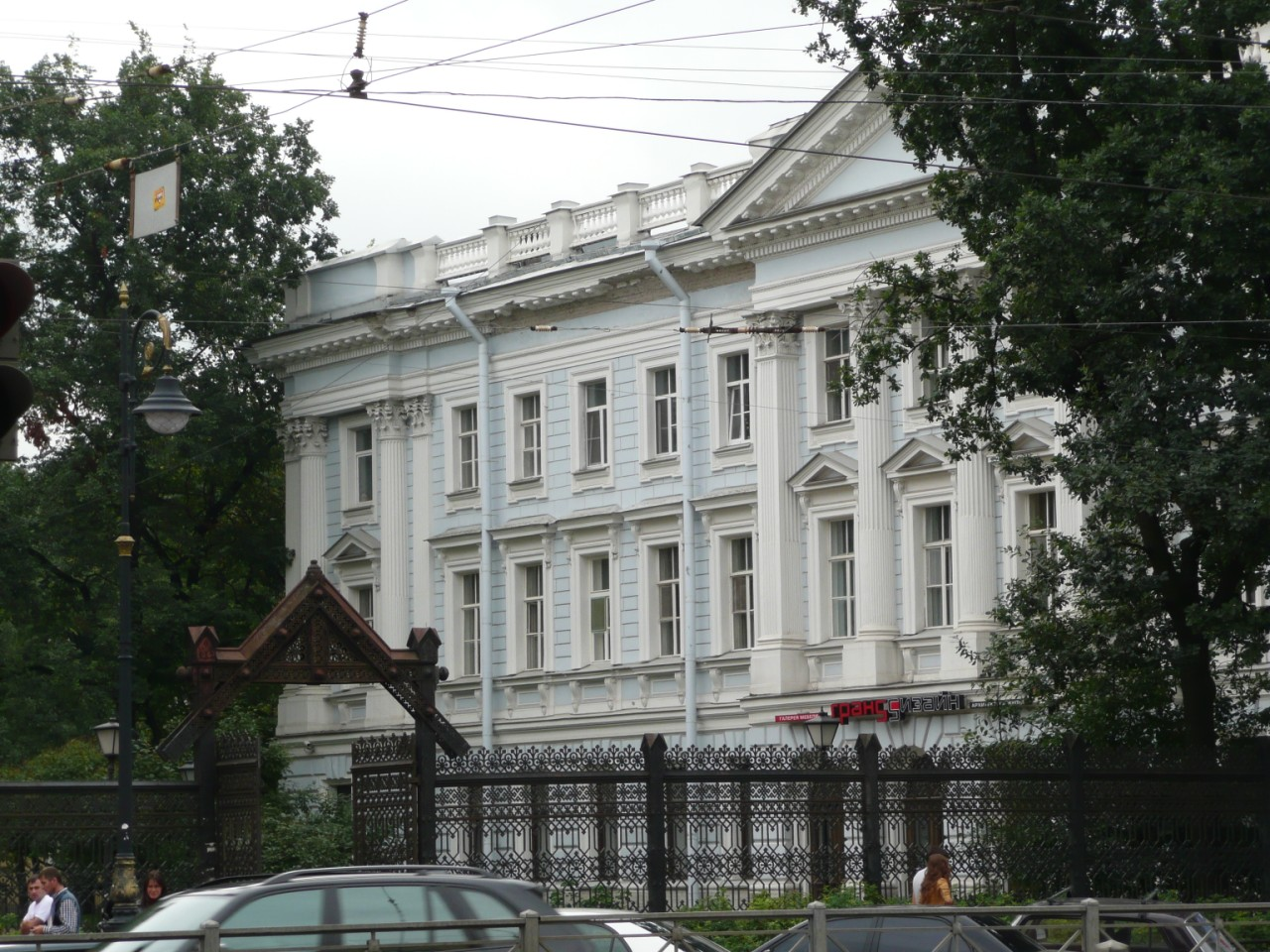
Жилой дом фабрики

Чугунолитейный и механический завод Сан-Галли — памятник архитектуры. Расположен в Санкт-Петербурге, современный адрес дома — Лиговский проспект, 60-62, улица Черняховского, 75.
Франц Карлович Сан-Галли купил участок у Лиговского канала в 1853 году и основал на нём кузнечную мастерскую. Место для металлообрабатывающего предприятия рядом со строящейся железной дорогой было удачным и способствовало развитию предприятия. При постройке новых собственных зданий сам завод изготавливал для себя металлические конструкции и декоративные элементы.
В постройке зданий участвовали Н. А. Газельмейер, И. И. Горностаев, А. А. Докушевский, Д. Д. Зайцев, К. К. Рахау (особняк, контора, жилой дом, некоторые производственные корпуса) и К. Ф. Фейерейзен в 1860—1880 годах, Г. Г. Гансон, В. Р. Курзанов, Ф. К. Миритц, К. Г. Резцов в 1890—1919 годах.
Двухэтажный особняк построен К. К. Рахау в стиле зрелой эклектики. Фасады выполнены в стиле флорентийского палаццо, стены рустованы, карниз далеко вынесен. Окна витражные, использована резьба, металлический декор. У парадного входа стоит двухколонный портик, коринфские колонны чугунные, каннелированные. Витражи, воспроизводящие сказки братьев Гримм («Sieben Raben», «Dоrnenröschen», «Schneewittchen»), были созданы в Мюнхене под руководством В. Д. Сверчкова, три сохранившихся окна расположены в двусветной столовой здания, во внутренней стене (допускается, что они были перенесены из иного помещения). Известно, что витражей было больше, например, в Эрмитаже хранится фотография витража по мотивам «Gestiefelte Kater». По упоминаниям в прессе предполагается, что окна были созданы в период между 1873 и 1876 годом. Здание строилось без сметы, его приблизительная стоимость, включая движимое имущество — 300 тысяч рублей.
Контора, построенная также К. К. Рахау, и отделённая от особняка воротами, более лаконична, окна-витражи большие, прямоугольные. У входа расположены чугунные львы, у колонн романские капители, карниз украшен дентикулами.
Проходную и заводоуправление построил А. А. Докушевский. Главный фасад заводоуправления симметричный, его аркада предвосхищает стиль модерна. В трёх обрамлённых архивольтами больших трёхцентровых арках расположены зеркальные окна-витрины. В советское время в здании размещался клуб, после 1970-х годов — лаборатория с испытательными стендами.
На воротах слева от проходной стоят две чугунные скульптуры, Меркурий и мальчик-кузнец, ворота между проходной и особняком украшены только чугунными шишками.
В глубине участка Д. Д. Зайцев построил жилую рабочую колонию из 18 деревянных домов со службами, водопроводом, газовым освещением и с садом с беседкой. Дома были стилизованы под русскую народную архитектуру. Городок не сохранился, за исключением каменного здания училища и служб. В 2022 году был восстановлен садовый фонтан «Рождение Афродиты».
Производственные корпуса по проекту К. Ф. Фейерейзена были построены с предвосхищением конструктивизма, большинство было перестроено или снесено после 1917 года, когда завод получил наименование завод «Кооператор» (завод бумагоделательного оборудования имени Второй пятилетки после 1950 года). Часть производственных корпусов была снесена в 2008 году несмотря на признание их выявленными объектами культурного наследия.